# Rovaniemi PS
Rovaniemi PS (offiziell: Rovaniemen Palloseura oder kurz RoPS) ist ein finnischer Fußballverein in Rovaniemi, Provinz Lappland.

## Geschichte
1950 wurde der Verein unter seinem heutigen Namen gegründet. 1981 erfolgte der erste Aufstieg in die damals noch Mestaruussarja heißende höchste finnische Liga. Doch der zehnte Platz reichte nicht zum Klassenerhalt und RoPS spielte ein weiteres Jahr zweitklassig, bevor 1983 die lange Zeit der Erstklassigkeit begann, die erst 2001 mit dem Abstieg in die Ykkönen endete.
Während der Zeit in der Mestaruussarja und später in der Veikkausliiga hatte RoPS seinen sportlichen Höhepunkt Ende der 1980er Jahre. 1988 und 1989 belegte die Mannschaft den dritten Rang. Zudem wurde RoPS 1986 Pokalsieger und nahm am Europapokal der Pokalsieger 1987/88 teil. Dort scheiterte RoPS erst im Viertelfinale an Olympique Marseille. In der Spielzeit 1989/90 nahm Rovaniemi PS am UEFA-Pokal teil und setzte sich in der ersten Runde gegen GKS Kattowitz durch und schied in der zweiten Runde gegen AJ Auxerre aus. In der folgenden Spielzeit schied Rovaniemi PS bereits in der ersten Runde gegen den 1. FC Magdeburg aus. 1996 stand RoPS im Finale des finnischen Ligapokals, verlor jedoch gegen HJK Helsinki mit 2:3.
In den 1990ern gehörte die Mannschaft zum Mittelfeld und platzierte sich stets zwischen Platz 5 und 8. Ab 2000 ging es bergab. 2001 musste die Mannschaft als Tabellenletzter erstmals wieder absteigen. Seitdem wird RoPS immer mehr zu einer sogenannten „Fahrstuhlmannschaft“. Nachdem man in den Jahren 2005, 2009 und 2011 drei weitere Abstiege zu beklagen und vier Aufstiege (2003, 2007, 2010, 2012) zu feiern hatte, konnte man sich ab 2013 erneut einige Jahre in der Veikkausliiga halten. 2013 gewann Rovaniemi PS zum zweiten Mal den finnischen Pokal und nahm damit in der Saison 2014/15 an der UEFA Europa League teil. In der Saison 2015 sowie erneut in der Saison 2018 wurde jeweils mit der Vizemeisterschaft das bisher beste Ergebnis erreicht.
Am Ende der Saison 2020 stieg der Verein erneut in die Ykkönen ab und verpasste dort in der anschließenden Saison 2021 in der Relegation den Wiederaufstieg. Aufgrund wirtschaftlicher Schwierigkeiten zog sich der Verein danach aus dem Profifußball zurück und meldete nur für die drittklassige Kakkonen-Liga.

## Europapokalbilanz
| Saison  | Wettbewerb                  | Runde                  | Gegner               | Gesamt    | Hin     | Rück    |
| ------- | --------------------------- | ---------------------- | -------------------- | --------- | ------- | ------- |
| 1987/88 | Europapokal der Pokalsieger | 1. Runde               | FC Vaduz             | (a)1:1(a) | 0:0 (H) | 1:1 (A) |
| 1987/88 | Europapokal der Pokalsieger | 2. Runde               | KS Vllaznia Shkodra  | 2:0       | 1:0 (A) | 1:0 (H) |
| 1987/88 | Europapokal der Pokalsieger | Viertelfinale          | Olympique Marseille  | 0:4       | 0:1 (H) | 0:3 (A) |
| 1989/90 | UEFA-Pokal                  | 1. Runde               | GKS Katowice         | 2:1       | 1:1 (H) | 1:0 (A) |
| 1989/90 | UEFA-Pokal                  | 2. Runde               | AJ Auxerre           | 0:8       | 0:5 (H) | 0:3 (A) |
| 1990/91 | UEFA-Pokal                  | 1. Runde               | 1. FC Magdeburg      | 0:1       | 0:0 (A) | 0:1 (H) |
| 2014/15 | UEFA Europa League          | 2. Qualifikationsrunde | Asteras Tripolis     | 3:5       | 1:1 (H) | 2:4 (A) |
| 2016/17 | UEFA Europa League          | 1. Qualifikationsrunde | Shamrock Rovers      | 3:1       | 2:0 (A) | 1:1 (H) |
| 2016/17 | UEFA Europa League          | 2. Qualifikationsrunde | NK Lokomotiva Zagreb | 1:4       | 1:1 (H) | 0:3 (A) |
| 2019/20 | UEFA Europa League          | 1. Qualifikationsrunde | FC Aberdeen          | 2:4       | 1:2 (A) | 1:2 (H) |

Gesamtbilanz: 20 Spiele, 4 Siege, 7 Unentschieden, 9 Niederlagen, 14:29 Tore (Tordifferenz −15)

## Kader 2025
Stand: 9. März 2025
| Nr. |          | Position | Name              |
| --- | -------- | -------- | ----------------- |
| 1   | Finnland | TW       | Tino Korhonen     |
| 3   | Finnland | AB       | Joel Niska        |
| 4   | Finnland | AB       | Topias Dementjeff |
| 5   | Finnland | AB       | Lukas Ilola       |
| 7   | Finnland | ST       | Valtteri Vatanen  |
| 8   | Finnland | MF       | Tatu Lakela       |
| 11  | Finnland | ST       | Tomas Varhi       |
| 12  | Finnland | TW       | Mikko Rantala     |
| 14  | Finnland | MF       | Juuso Polvi       |
| 15  | Finnland | MF       | Weeti Wimmer      |
| 16  | Finnland | ST       | Kimi Isometsä     |

| Nr. |          | Position | Name              |
| --- | -------- | -------- | ----------------- |
| 19  | Finnland | MF       | Valtteri Viiri    |
| 20  | Finnland | ST       | Simo Roiha        |
| 22  | Finnland | ST       | Aapo Savolainen   |
| 23  | Finnland | ST       | Elias Irvankovski |
| 25  | Finnland | AB       | Arttu Leppänen    |
| 30  | Finnland | TW       | Jeremi Kivilahti  |
| 68  | Finnland | ST       | Oskari Haanpää    |
|     | Finnland | TW       | Topi Valtonen     |
|     | Finnland | ST       | Adam Mekki        |
|     | Finnland | MF       | Rasmus Ikäläinen  |
|     | Finnland | ST       | Benjamin Simsek   |

## Erfolge
- 2× Finnischer Pokalsieger: 1986, 2013
  - 2× Finalist: 1962, 1993

## Trainer
- Tom Saintfiet (2008)
- Toni Koskela (2018–2019)